# Рођенданска честитка
Рођенданска честитка један је од облика изражавања лепих жеља поводом рођендана некој особи. У данашњем актуелном тренутку, рођенданска честитка постоји у два облика – у традиционалној, штампаној форми и у електронској форми, која се, по потреби, може одштампати.
Сам формат и садржај честитке утиче на примаоца хоће ли је сачувати на месту где одлаже њему драге успомене, или уништити, а ако је у електронском облику, поделити њен садржај ако са осталим корисницима глобалне мреже или је, избрисати из рачунара (мобилног телефона).
Захваљујући могућностима интернета, који корисницима пружа бројна графичка решења и мотиве за рођенданске честитке, као и чињеница да су оне бесплатне и веома приступачне, и надохват руке, без чекања у реду за њихову куповину и куповине поштанске маркице, све више су постале доминантан облик честитања рођендана.
За разлику од електронских, штампане рођенданске честитке, данас се могу наћи само у књижарама, поштама, киосцима, специјализованим радњама за поклоне, супермаркетима итд.

## Историја
Према подацима из литеартуре, честитке су коришћене још у древној Кини, за слање порука приликом прославе кинеске Нове године. И стари Египћани, слали су честитке на свицима папируса.
Европа
С почетка петнаестог века, и у Европи се појављују прве ручно израђене честитке, које су у Немачкој, техником дрвореза, израђивали штампари прво поводом новогодишњих празника, а потом и за дан Светога Валентина.
Када је у Лондону 1843. године, сер Хенри Кол унајмио уметника, Џона Калкота Хорслија, да изведе графичко решење честитке коју ће послати својим пријтењима, он ће постати први познати издавач честитки у Европи.
Северна Америка
На америчком континенту, 1856. године, један европљанин немачког порекла, Луис Пранг отварио је малу штапарију и књижару у Бостону. У њој је поред осталог започео и са усавршавањем технике штампања честиткии, а од 1875. и са њиховим издавањем честитки. Убрзо је Луис Пранг, постао отац америчких честитки. Он је с краја 19. века израђивао више од пет милиона честитки годишње. Његов успех допринео је савременом успону производње и све већој разноврсности свих врста честитки. Данас, на америчком континенту, и поред све већег продора интернерта, рођенданске честитке имају велики удео са око 60% у свим другим облицима честитања.
Осамдесетих година прошлог века појавиле су се и орве звучне честитке. Промене у штампарству утицале су и на тржиште, па тако настају бројне форме и на мотиви на честитке, што је посебно изражено почетком трећег миленијума.
Простор бивше Југославије
На простору данашње Србије, прве честитке почеле су да се штампају и шаљу у 19. веку. Наиме све је почело тако што је, прво новосадска штампарија Браћа М. Поповић 1883. године објавила приручник Ота Милера „Честитке о Новој години, имендану и разним другим пригодама: у прози и стиховима ; удешени за децу и одрасле”.
У Панчеву, Браћа Јовановић, у периоду од 1873. до 1885. године, у више издања објаваила су дело Петра Деспотовића; „Честитке о имендану, новој години и крсном имену : за школску и другу децу”.
Почетком двадесетог века, у Новом Саду је објављена је нека врста приручника; „Како се пишу писма: (српска коресподенција): Упутство за трговце, занатлије и за свакога”. Штампарија Натошевић до 1911. године, због велике тражње, имала је чак дест издања овога наслова.
Између два светска рата, рођенданске честитке називане су „именданске честитке”.

## Мотиви на рођенданским честиткама
По мотивима највише су били заступљени цветни, који су се одржали дуго време иза Другог светског рата. Током 1970-их година, на југословенским просторима почињу да се појављују разноврсни мотиви преузети из Западних култура.
Доста чести мотиви су они са децом, као и ликовима из популарних анимираних филмова, који су корисшћени како за рођенданске тако и за новогодишње честитке.

## Врсте рођенданских честитки
Свакако да избор врстерођенданске честитке зависи од субјекта коме се она шаље, и првенствено се, заснива на полу, годинама примаоца, односу у коме се међусобмо налазе особе које шаљу и примају честитку и другим чиниоцима. Према намени разликујемо:
- Дечје честитке — намењене за рођендане дечака или девојчица,
- Тинејџерске честитке — намењене за пријатеље или заљубљене који су у вези
- Честитке за одрасле — намењене за очеве, баке, деке, родбину, блиске пријатеље
- Пословне честитке — намењене фирмама. Оне се последњих година све више шаљу повод годишњица постојања разних правних субјеката – фирми.
- Посебно означене и нумерисане честитке. Последњих година веома су популарне, псоебно означене ретро честитке, са мотивима из прошлих епоха. Оне су постале предмет чувања понекад и више деценија, прелазећи из руке у руку више генерација. Према значају понекад су уврштене у збирку неке од поштинских установа.[4]